# Dhov
Dhov (arabsko داو, latinizirano: dāva, maratsko dāv) je generično ime številnih tradicionalnih jadrnic z enim ali več jambori s flokom ali včasih latinskim jadrom, ki se uporabljajo v regiji Rdečega morja in Indijskega oceana. Dhovi so običajno z dolgimi tankimi trupi in so trgovska plovila, ki se uporabljajo predvsem za prevoz težkih predmetov, kot je sadje, sladka voda ali drugo težko blago, vzdolž obal vzhodne Arabije, vzhodne Afrike, Jemna in obalne južne Azije (Pakistan, Indija, Bangladeš). Večje ladje imajo približno trideset članov posadke, manjše običajno okoli dvanajst.

## Zgodovina
Natančen izvor dhova je izgubljen v zgodovini. Nekateri trdijo, da sambuk, vrsta dhova, morda izhaja iz portugalske karavele.
Dhov je bila trgovska ladja, ki so jo uporabljali Svahili. To je bil dhov, ki je leta 1414 prepeljal žirafo na dvor kitajskega cesarja Jong Leja. Drugi vir nakazuje, da je bila ladja, ki je prepeljala žirafo na Kitajsko, del velike kitajske flote, ki jo je vodil Dženg He.
Ladje, ki so podobne dhovom, so omenjene ali opisane v 1001 noči, vključno z različnimi pristanišči, kjer so se zadrževale. Dhov je povezan tudi s trgovino z biseri.
Jemensko ljudstvo Hadhrami, pa tudi Omanci, so stoletja prihajali v Beypore v Kerali v Indiji po svoje dhove. To je bilo zaradi dobrega lesa v gozdovih Kerale, razpoložljivosti dobrih vrvi iz kokosovih vlaken in izurjenih mojstrov izdelave. V preteklosti je deske za oplaščenje trupa dhova držala skupaj kokosova vrv. Beyporski dhovi so znani kot Uru v malajalamščini, lokalnem jeziku Kerale. Naseljenci iz Jemna, znani kot »Baramis« ali »Daramis«, kar bi lahko izhajalo iz besede Hardamis, so še vedno aktivni pri izdelavi urusov v Kerali.
Dhovi so se v veliki meri uporabljali za trgovino s sužnji v Indijskem oceanu, ki jo je kraljeva mornarica poskušala zatreti. V svoji knjigi iz leta 1873 je kapitan G. L. Sulivan opisal »štiri različne vrste obalnih ladij dhovov, kot je prikazano na gravurah, to so bateele, badane, bugala ali pravi dhov in čoln Matapa«.

### Do 20. stoletja
V 1920-ih so britanski pisci označili Al Hudajda za središče gradnje dhovov. Tisti, ki so bili zgrajeni v Al Hudajdi, so bili manjši in so se uporabljali za potovanje vzdolž obale. Zgrajeni so bili iz akacije, najdene v Jemnu. Prepoznavni so po svojih manjših trikotnih jadrih na premičnih podstavkih, ki lovijo neenakomerne vetrove Rdečega morja.
Kapitan Alan Villiers (1903–1982) je med letoma 1938 in 1939 dokumentiral dneve jadralske trgovine v Indijskem oceanu, tako da je med letoma 1938 in 1939 posnel številne fotografije in izdal knjige na temo navigacije z dhovi.
Še danes dhovi opravljajo komercialna potovanja med Perzijskim zalivom in vzhodno Afriko z uporabo jader kot edinega pogonskega sredstva. Njihov tovor so večinoma datlji in ribe v vzhodno Afriko ter les mangrov v dežele v Perzijskem zalivu. Pogosto plujejo proti jugu z monsunom pozimi ali zgodaj spomladi in nazaj v Arabijo pozno spomladi ali zgodaj poleti

## Navigacija
Za navigacijo so mornarji dhovov tradicionalno uporabljali kamal (arabsko khašaba), opazovalno napravo, ki določa zemljepisno širino z iskanjem kota zvezde Severnice nad obzorjem.

## Tipi
- Baghla (بغلة ) – iz arabske besede za »mulo«. Težka ladja, tradicionalni globokomorski dhov.
- Baqara ali baggara (بقارة) – iz arabske besede za »kravo«. Star tip majhnega dhova, podobnega battilu.[13]
- Barija – mali dhov.[14]
- Batil (بتيل) – značilna dolga stebla, na vrhu katerih so velike paličaste glave stebel.
- Badan – manjše plovilo, ki zahteva plitek ugrez.[15]
- Boum [بوم) ali dhangi – velik dhov s krmo, ki se zoži v obliki in bolj simetrično splošno strukturo. Arabski boum ima zelo visok premec, ki je pri indijski različici obrezan.[16]
- Ghandža  (غنجة) ali kotija – velika ladja, podobna baghla, z ukrivljenim in nagnjenim jamborom, okrašena izrezljano krmo.[17]
- Džahazi ali džihazi (جهازي) ribiški ali trgovski dhov s širokim trupom, podobnim džalibutu, pogost na otoku Lamu in obali Omana. Uporabljajo ga tudi v Bahrajnu za industrijo biserov.[18] Beseda izvira iz džahāz (جهاز) perzijske besede za »ladjo«.[19]
- Džalibut ali dželbut (جالبوت). Majhen do srednje velik dhov. Je sodobna različica šu'ai s krajšim premčnim jamborom. Večina džalibutov je opremljenih z motorji.
- Patamar, vrsta indijskega dhova.
- Sambuk (صنبوق) – največja vrsta dhova, ki se jo danes vidi v Perzijskem zalivu. Ima značilno obliko kobilice z ostro krivuljo tik pod vrhom premca. Bil je eden najuspešnejših dhovov v zgodovini.[20] Beseda je sorodna grški σαμβύκη sambúkē, nazadnje iz srednjeperzijskega sambūk.[21]
- Šu'ai (شوعي) Srednje velik dhov. Nekdaj najpogostejši dhov v Perzijskem zalivu, ki so ga uporabljali za ribolov in obalno trgovino.
- Zaruk – majhen dhov, nekoliko večji od barija [22]
- Dhoni – tradicionalno maldivsko večnamensko plovilo na jadra.

Izraz "dhov" se včasih uporablja tudi za nekatere manjše čolne z zadnjimi jadri, ki se tradicionalno uporabljajo v Rdečem morju, vzhodnem Sredozemlju in na območju Perzijskega zaliva ter v Indijskem oceanu od Madagaskarja do Bengalskega zaliva. Sem spadajo feluka, ki se uporablja v Egiptu, Sudanu in Iraku, in dhon, ki se uporablja na Maldivih, pa tudi tranki, ghrab in ghalafa. Vsa ta plovila imajo skupne elemente z dhovom. Na svahilski obali, v državah, kot je Kenija, je svahilska beseda, ki se uporablja za dhov, džahazi. 

## Galerija
- Dhow viden ob obali Dar es Salaama v Tanzaniji
- Dhow viden v Indijskem oceanu
- Dhow v puščavi v Katarju
- Slika Baghlaha, tradicionalnega globokomorskega dhowa
- Gradnja in popravilo dhowov v Suru, Oman
- Dhow prevaža potnike v bližini mesta Inhambane v Mozambiku.
- Majhen dhow v Zanzibarju
- Adenska znamka iz leta 1937, ki prikazuje dhow.
- Razcvet v Pomorskem muzeju v Kuvajtu v spomin na ustanovitev Kuvajta kot morskega pristanišča za trgovce.
- Patamar na bankovcu za 10 indijskih rupij
- Model sambuka
- Dhow na Shatt al-Arabu (1958)